# Halterofilismo nos Jogos Olímpicos de Verão de 2024 - Até 81 kg feminino
A categoria até 81 kg feminino do halterofilismo nos Jogos Olímpicos de Verão de 2024 ocorreu na Arena 6 Paris Sul em Paris, França, em 10 de agosto de 2024. Um total de 13 halterofilistas, cada uma representando um Comitê Olímpico Nacional (CON), participaram do evento.

## Qualificação
Até 13 halterofilistas poderiam se qualificar, com as vagas sendo alocadas da seguinte forma:
- Dez pelo ranking de qualificação olímpica da Federação Internacional de Halterofilismo (IWF);
- Uma pelo ranking de qualificação olímpica continental da IWF;
- Uma para o país anfitrião ou pelo princípio de universalidade;
- Uma para a Equipe Olímpica de Refugiados.

## Calendário
Horário local (UTC+2)
| Data                 | Hora  | Fase  |
| -------------------- | ----- | ----- |
| 10 de agosto de 2024 | 16:00 | Final |

## Medalhistas
| Ouro   | NOR Solfrid Koanda |
| Prata  | EGY Sara Ahmed     |
| Bronze | ECU Neisi Dajomes  |

## Recordes
Antes desta competição, os seguintes recordes eram estabelecidos:
| Recorde          | Tipo      | Halterofilista  | Peso   | Local | Data                   |
| Recorde mundial  | Arranque  | Padrão mundial  | 127 kg | —     | —                      |
| Recorde mundial  | Arremesso | Liang Xiaomei   | 161 kg | Doha  | 12 de dezembro de 2023 |
| Recorde mundial  | Total     | Liang Xiaomei   | 284 kg | Doha  | 12 de dezembro de 2023 |
|                  |           |                 |        |       |                        |
| Recorde olímpico | Arranque  | Padrão olímpico | 122 kg | —     | —                      |
| Recorde olímpico | Arremesso | Padrão olímpico | 150 kg | —     | —                      |
| Recorde olímpico | Total     | Padrão olímpico | 267 kg | —     | —                      |

Após a competição, os seguintes recordes foram estabelecidos:
| Recorde          | Tipo      | Halterofilista     | Peso   | Local | Data                 |
| Recorde olímpico | Arremesso | NOR Solfrid Koanda | 154 kg | Paris | 10 de agosto de 2024 |
| Recorde olímpico | Total     | NOR Solfrid Koanda | 275 kg | Paris | 10 de agosto de 2024 |

## Resultados
| Pos.              | Halterofilista               | CON                               | Arranque (kg) | Arranque (kg) | Arranque (kg) | Arranque (kg) | Arremesso (kg) | Arremesso (kg) | Arremesso (kg) | Arremesso (kg) | Total |
| Pos.              | Halterofilista               | CON                               | 1             | 2             | 3             | Result.       | 1              | 2              | 3              | Result.        | Total |
| ----------------- | ---------------------------- | --------------------------------- | ------------- | ------------- | ------------- | ------------- | -------------- | -------------- | -------------- | -------------- | ----- |
| Medalha de ouro   | Solfrid Koanda               | NOR Noruega                       | 117           | 121           | 124           | 121           | 148            | 154            | 162            | 154            | 275   |
| Medalha de prata  | Sara Ahmed                   | EGY Egito                         | 113           | 117           | 119           | 117           | 146            | 151            | 155            | 151            | 268   |
| Medalha de bronze | Neisi Dajomes                | ECU Equador                       | 118           | 118           | 122           | 122           | 145            | 145            | 151            | 145            | 267   |
| 4                 | Eileen Cikamatana            | AUS Austrália                     | 113           | 117           | 120           | 117           | 145            | 149            | 149            | 145            | 262   |
| 5                 | Yudelina Mejía               | DOM República Dominicana          | 111           | 111           | 115           | 111           | 145            | 150            | 157            | 145            | 256   |
| 6                 | Kim Su-hyeon                 | KOR Coreia do Sul                 | 110           | 110           | 113           | 110           | 140            | 147            | 147            | 140            | 250   |
| 7                 | Laura Amaro                  | BRA Brasil                        | 105           | 110           | 110           | 105           | 130            | 135            | 140            | 135            | 240   |
| 8                 | Rigina Adashbaeva            | UZB Uzbequistão                   | 100           | 103           | 105           | 105           | 125            | 131            | 136            | 131            | 236   |
| 9                 | Yekta Jamali                 | EOR Equipe Olímpica de Refugiados | 95            | 99            | 103           | 103           | 124            | 128            | 133            | 128            | 231   |
| 10                | Mönkhjantsangiin Ankhtsetseg | MGL Mongólia                      | 100           | 106           | 108           | 100           | 120            | 125            | —              | 125            | 225   |
| 11                | Ajah Pritchard-Lolo          | VAN Vanuatu                       | 85            | 89            | 92            | 89            | 103            | 108            | 112            | 108            | 197   |
| —                 | Ayamey Medina                | CUB Cuba                          | 96            | 100           | 103           | 100           | 120            | 120            | —              | —              | DNF   |
| —                 | Weronika Zielińska-Stubińska | POL Polônia                       | 106           | 106           | 107           | —             | —              | —              | —              | —              | DNF   |

Legenda
| Recorde mundial      | Recorde mundial (World record)               |                       | Recorde africano                      | Recorde africano (African) |                                           | Q | Classificado por posição (Qualified) |
| Recorde olímpico     | Recorde olímpico (Olympic record)            | Recorde da América    | Recorde da América (Americas)         | q                          | Classificado por melhor tempo (Qualified) |   |                                      |
| Melhor marca do ano  | Melhor marca do ano (World leading)          | Recorde asiático      | Recorde asiático (Asian)              | DNS                        | Não largou (Did not start)                |   |                                      |
| Recorde nacional     | Recorde nacional (National record)           | Recorde europeu       | Recorde europeu (European)            | DNF                        | Não terminou (Did not finish)             |   |                                      |
| Recorde pessoal      | Recorde pessoal do atleta (Personal best)    | Recorde da Oceania    | Recorde da Oceania (Oceania)          | DSQ / DQ                   | Desclassificado (Disqualified)            |   |                                      |
| Recorde da temporada | Recorde da temporada do atleta (Season best) | Recorde sul-americano | Recorde sul-americano (South America) | NM                         | Sem marca (No mark)                       |   |                                      |